# Midas Interactive Entertainment
Midas Interactive Entertainment es una desarrolladora y distribuidora de juegos para computadoras, asistentes digitales personales, móviles y videojuegos. Midas Interactive Entertainment se basa en las afueras de Braintree, en Essex, Inglaterra, Reino Unido.

## Historia
Midas fue fundada originalmente como una empresa con sede en los Países Bajos llamada Midas Interactive Entertainment B.V., en 1998, por Paul Share. A diferencia de otras editoras de precios económicos, Share quería que su compañía ofreciera títulos originales y los vendiera a bajo costo en todo el mundo en lugar de comprar juegos de otros editores y venderlos a bajo precio. La compañía presentó sus primeras etiquetas: Realidad y Juegos de arena. Midas durante este tiempo se centró exclusivamente en la publicación de juegos para Microsoft Windows y Macintosh.
En enero de 1999, Midas lanzó su etiqueta Pocket Price Games, junto con las etiquetas de compilación 2 en 1 y Paquetes todo en uno. Una subsidiaria del Reino Unido conocida como Midas Interactive Entertainment Ltd., se fundó en febrero de ese año. Midas también adquirió el desarrollador de juegos basado en Greenwich Interactive Entertainment Ltd. el mismo año, que se convertiría en una subsidiaria de propiedad total de Midas. La compañía comenzó a lanzar juegos en la PlayStation en enero de 2000.
En 2001, Midas Interactive Entertainment Ltd. se convirtió en la sede corporativa del Grupo Midas Interactive Entertainment. La oficina original con sede en los Países Bajos permanece en funcionamiento para la mayor parte de las ventas internacionales más la fabricación, el almacenamiento y la distribución en Europa central.
En 2002 Share fundó Phoenix Games, que tomó el control de sus películas y la publicación de juegos a bajo precio en PlayStation y Playstation 2.
En 2005, Midas formó una compañía hermana llamada Ghostlight, que tomaría el control de Midas para localizar los títulos japoneses para el mercado europeo. Ambas compañías, junto con Laughing Jackal, se convirtieron en parte del holding Majesty House Group.
A partir de 2012, Midas ya no lanza nuevos títulos, y desde entonces se ha centrado en relanzar títulos más antiguos en PlayStation Network, principalmente juegos simples localizados que Agetec lanzó en Estados Unidos.

## Juegos publicados por Midas
| Nombre                                                     | Nombre Alternos                                                                                                   | Lanzamiento                                                            | Desarrolladores                             |
| ---------------------------------------------------------- | --- | ---------------------------------------------------------------------- | ------------------------------------------- |
| A-Train 6                                                  | A Ressha de Ikou 6                                                                                                | 19 de marzo de 2004                                                    | Artdink                                     |
| Air Ranger: Rescue Helicopter                              | | 22 de noviembre de 2002                                                | ASK                                         |
| All Star Boxing                                            | The Boxing, Boxing                                                                                                | 2 de mayo de 2003                                                      | Nekogumi                                    |
| All Star Racing                                            | | 6 de octubre de 2002                                                   | Mud Duck Productions                        |
| All Star Racing 2                                          | | 24 de abril de 2003                                                    | Mud Duck Productions                        |
| American Pool                                              | Billiard King | 8 de agosto de 2003                                                    | DigiCube                                    |
| Army Men: Sarge's Heroes 2                                 | | 20 de septiembre de 2002                                               | 3DO                                         |
| BCV: Battle Construction Vehicles                          | Kensetsu Juuki Kenka Battle: Buchigire Kongou!                                                                    | 28 de noviembre de 2003                                                | Artdink                                     |
| Boxing Champions                                           | The Boxing: Real Fist Fight                                                                                       | 7 de noviembre de 2003                                                 | D3 Publisher / Tamsoft                      |
| Bust-a-Bloc                                                | The Block Kuzushi Hyper                                                                                           | 31 de octubre de 2003                                                  | D3 Publisher / Tamsoft                      |
| California Surfing                                         | | 2 de julio de 2003                                                     | Midas Interactive Entertainment             |
| Card Shark                                                 | Trump Shiyoyou, Family Card Game Fun Pack                                                                         | 16 de febrero de 2001                                                  | Bottom Up                                   |
| Castrol HONDA SuperBike World Champions                    | | - Reino Unido 24 de marzo de 1998                                      | Interactive Entertainment Ltd               |
| Castrol HONDA Superbike 2000                               | | - Europa Julio de 1999                                                 | Interactive Entertainment Ltd               |
| Castrol HONDA VTR (Europa)                                 | Castrol Honda VTR (Japón)                                                                                         | 9 de febrero de 2001 (Europa)                                          | Karma Studios                               |
| Centre Court: Hard Hitter Tennis                           | Hard Hitter Tennis                                                                                                | 15 de marzo de 2002                                                    | Magical Company                             |
| Chris Kamara's Street Soccer                               | Fútbol de Calle                                                                                                   | 25 de agosto de 2000                                                   | Pixel Storm                                 |
| Cleopatra Fortune                                          | Cleopatra's Fortune                                                                                               | 7 de febrero de 2003                                                   | Taito Corporation / Altron                  |
| Crescent Suzuki Racing                                     | | 1 de octubre de 2004                                                   | Kuju Entertainment                          |
| Detonator                                                  | Buile Baku | 19 de marzo de 2004                                                    | Kadokawa Shoten                             |
| Dirt Track Devils                                          | The Offroad Buggy                                                                                                 | 31 de octubre de 2003                                                  | D3 "Distribuidora" / Vingt-et-un Systems    |
| Dynasty Warriors 2                                         | Shin Sangoku Musou                                                                                                | 24 de noviembre de 2000                                                | Koei / Omega Force                          |
| Elemental Pinball                                          | | 21 de agosto de 2003                                                   | DigiCube                                    |
| Eternal Quest                                              | The Dungeon RPG - Nin: Mamono no Sumushiro                                                                        | 21 de mayo de 2004                                                     | D3 "Distribuidora" / Tamsoft                |
| Fighting Fury                                              | Grappler Baki: Baki Saidai no Tournament                                                                          | 26 de julio de 2003                                                    | Tomy                                        |
| Football Generation                                        | | 10 de noviembre de 2006                                                | Trecision                                   |
| Formula GP                                                 | | 15 de septiembre de 2003                                               | Kung Fu                                     |
| Fortune Cookie                                             | | 30 de noviembre de 1999                                                |                                             |
| Fracas                                                     | | 1999                                                                   | Cerberus Development                        |
| Freak Out                                                  | Hippa Linda, Stretch Panic                                                                                        | 15 de noviembre de 2003                                                | Treasure Video Games                        |
| Future Racer                                               | Defeat Lightning                                                                                                  | 12 de abril de 2002                                                    | D-Cruise                                    |
| G-Surfers                                                  | HSX: HyperSonic.Xtreme                                                                                            | 25 de enero de 2002                                                    | Blade Interactive                           |
| Go Go Golf                                                 | Magical Sports: Go Go Golf                                                                                        | 29 de noviembre de 2002                                                | Magical Company                             |
| Golden Age of Racing                                       | | 2 de septiembre de 2005                                                | Brain in a Jar                              |
| GP Challenge                                               | | 22 de noviembre de 2002                                                | Midas Interactive Entertainment             |
| GT-R 400                                                   | | 25 de junio de 2004                                                    | Kuju                                        |
| Hard Hitter 2                                              | Magical Sports: HardHitter 2                                                                                      | 13 de marzo de 2003                                                    | Magical Company                             |
| Heracles Chariot Racing                                    | | 6 de julio de 2007                                                     | Neko Entertainment                          |
| Heroes of Might and Magic: Quest for the Dragon Bone Staff | | 20 de septiembre de 2002                                               | 3DO                                         |
| Hidden Invasion                                            | Gun Hearts | 7 de marzo de 2003                                                     | Toka                                        |
| International Cue Club                                     | CueClube/Cue Club (Europa), Real Pool (Estados Unidos), EX Billiards (Japón)                                      | 20 de septiembre de 2002                                               | Takara                                      |
| International Cue Club 2                                   | Cue Club - Snooker & Pool (PC), Real Pool 2 (Estados Unidos)                                                      | 2 de septiembre de 2005                                                | Icon                                        |
| International Super Karts                                  | | 2 de septiembre de 2005                                                | Brain in a Jar                              |
| Jetracer                                                   | | 12 de abril de 2001                                                    | Theyer GFX                                  |
| Kart Challenge                                             | | 30 de marzo de 2001                                                    | Interactive Entertainment                   |
| King of Bowling 2                                          | King of Bowling 2 - Professional-hen                                                                              | 25 de agosto de 2000                                                   | Coconuts Japan                              |
| Kotobuki Grand Prix                                        | Kotobuki Grand Prix - Mezase! Genchari King                                                                       | 30 de junio de 2003                                                    | Syscom Entertainment                        |
| Lakemasters EX                                             | | 17 de mayo de 2002                                                     | Dazz                                        |
| League Series Baseball 2                                   | Magical Sports 2001 Kōshien                                                                                       | 5 de marzo de 2004                                                     | Magical Company                             |
| Maken Shao: Demon Sword                                    | Maken Shao | 26 de julio de 2003                                                    | Atlus                                       |
| Mary King's Riding Star                                    | Alexandra Ledermann: Equitation Passion, Ulrich Kirchhoff's Riding Star, Lussan Nathhorst Presenterar Riding Star | 12 de abril de 2001                                                    | Interactive Entertainment                   |
| MaXXed Out Racing                                          | Saisoku! Zoku Kuruma King - Futsu Haji Giri Densetsu                                                              | 19 de marzo de 2004                                                    | D3 "Distribuidora"                          |
| Mr. Golf                                                   | Motto Golful Golf                                                                                                 | 11 de abril de 2003                                                    | Artdink / DigiCube                          |
| Noble Racing                                               | | 10 de marzo de 2006                                                    | Brain in a Jar                              |
| Operation WinBack                                          | Winback | 28 de septiembre de 2001                                               | Koei                                        |
| Operation Air Assault                                      | | 29 de octubre de 2004                                                  | Interactive Vision                          |
| Pacific Warriors II: Dogfight                              | | 1 de octubre de 2004                                                   | Interactive Vision                          |
| Penny Racers                                               | Choro Q HG, Gadget Racers                                                                                         | 17 de mayo de 2002                                                     | Takara                                      |
| Pinball Power                                              | Pinball Golden Logres                                                                                             | 1 de septiembre de 2000                                                | Success                                     |
| Prism Land                                                 | Prism Land Story, Action Puzzle: Prism Land                                                                       | 31 de mayo de 2001                                                     | Dream Creators / D-Cruise                   |
| Project Minerva Professional                               | | 5 de noviembre de 2004                                                 | D3 "Distribuidora" / Taito Corporation      |
| Puzznic                                                    | | 30 de junio de 2003                                                    | Taito Corporation / Altron                  |
| Raceway Drag and Stock Racing                              | | 29 de septiembre de 2006                                               | Brain in a Jar                              |
| Rageball                                                   | | 12 de abril de 2002                                                    | NAPS team                                   |
| Rascal Racers                                              | | 27 de junio de 2003                                                    | Miracle Designs                             |
| Robot Warlords                                             | Velvet File | 14 de diciembre de 2001                                                | Dazz                                        |
| Rollercoaster World                                        | The Jet Coaster - Yuuenchi wo Tsukurou!                                                                           | 21 de mayo de 2004                                                     | D3 "Distribuidora" / Bimboosoft             |
| Sanvein                                                    | | 30 de marzo de 2000                                                    | Success                                     |
| Sergei Bubka's Millennium Games                            | | 11 de agosto de 2000                                                   | Dinamic Multimedia                          |
| Silkolene Honda Motocross GP                               | | 2000                                                                   | The Dawn Interactive                        |
| Ski Air Mix                                                | | 1 de septiembre de 2000                                                | KID                                         |
| Sky Surfer                                                 | Ultimate Sky Surfer                                                                                               | 6 de julio de 2001                                                     | Idea Factory                                |
| Snowboard Racer                                            | The Snowboard, Snowboarding                                                                                       | 2 de mayo de 2003                                                      | D3 Distribuidora" / Atelier Double          |
| Snowboard Racer 2                                          | The Snowboard | 7 de noviembre de 2003                                                 | D3 "Distribuidora" / Atelier Double / HuneX |
| Sports Superbike 2                                         | | 13 de septiembre de 2002                                               | Mere Motals                                 |
| Steel Dragon EX                                            | The Shooting: Double Shienryu                                                                                     | 1 de octubre de 2004                                                   | D3 Publisher / Warashi                      |
| Stock Car Crash                                            | | 16 de mayo de 2006                                                     | Brain in a Jar                              |
| Stock Car Racer                                            | | 13 de diciembre de 2003                                                | Midas Interactive Entertainment             |
| Strikers 1945 II                                           | Strikers 1945 | 31 de octubre de 2003                                                  | Psikyo                                      |
| Superbike Racing                                           | Sports Superbike                                                                                                  | 1999                                                                   | Midas Interactive Entertainment             |
| The Flintstones in Viva Rock Vegas                         | | 2003                                                                   | Toka                                        |
| The Seed: War Zone                                         | The Seed | 28 de noviembre de 2003                                                | Artdink                                     |
| The Sniper 2                                               | The Sniper 2: Akumu no Jaudan                                                                                     | 5 de marzo de 2004                                                     | D3 "Distribuidora" / Bestmedia              |
| They Came From the Skies                                   | | 24 de agosto de 2007                                                   | NAPS team                                   |
| Tokyo Road Race                                            | Battle Gear 2 | 1 de noviembre de 2002                                                 | Taito Corporation                           |
| Truck Racing                                               | | 13 de diciembre de 2002 (Europa) 7 de febrero de 2003 (Estados Unidos) | Kung Fu                                     |
| Truck Racing 2                                             | | 28 de octubre de 2005 (Europa) 4 de noviembre de 2005 (Estados Unidos) | Brain in a Jar                              |
| Ultimate Mind Games                                        | The Table Game Sekaihen                                                                                           | 25 de junio de 2004                                                    | D3 Publisher / Yuki Enterprise              |
| Vegas Casino                                               | Super Casino Special                                                                                              | 1 de septiembre de 2000                                                | Coconuts Japan                              |
| Warriors of Might and Magic                                | |                                                                        | 3DO                                         |
| Windsurfers Paradise                                       | | 14 de septiembre de 2001                                               | Theyer GFX                                  |
| World Super Police                                         | Kousoku Kidoutai: World Super Police                                                                              | 21 de julio de 2006                                                    | Jaleco / Dual Corporation                   |
| WWI: Aces of the Sky                                       | | 1 de septiembre de 2006                                                | NAPS team                                   |
| WWII: Battle Over The Pacific                              | | 29 de septiembre de 2006                                               | NAPS team                                   |
| WWII: Soldier                                              | | 28 de abril de 2006                                                    | Atomic Planet Entertainment Ltd             |
| WWII: Tank Battles                                         | | 28 de abril de 2006                                                    | InterActive Vision Games                    |
| X-treme Express                                            | Tetsu 1: Densha de Battle! World Grand Prix                                                                       | 18 de marzo de 2002                                                    | Syscom                                      |
| ZooCube                                                    | | 21 de julio de 2006                                                    | Acclaim Entertainment / PuzzleKings         |